# Tephrocactus geometricus
Tephrocactus geometricus là một loài thực vật có hoa trong họ Cactaceae. Loài này được (A. Cast.) Backeb. miêu tả khoa học đầu tiên.

## Hình ảnh

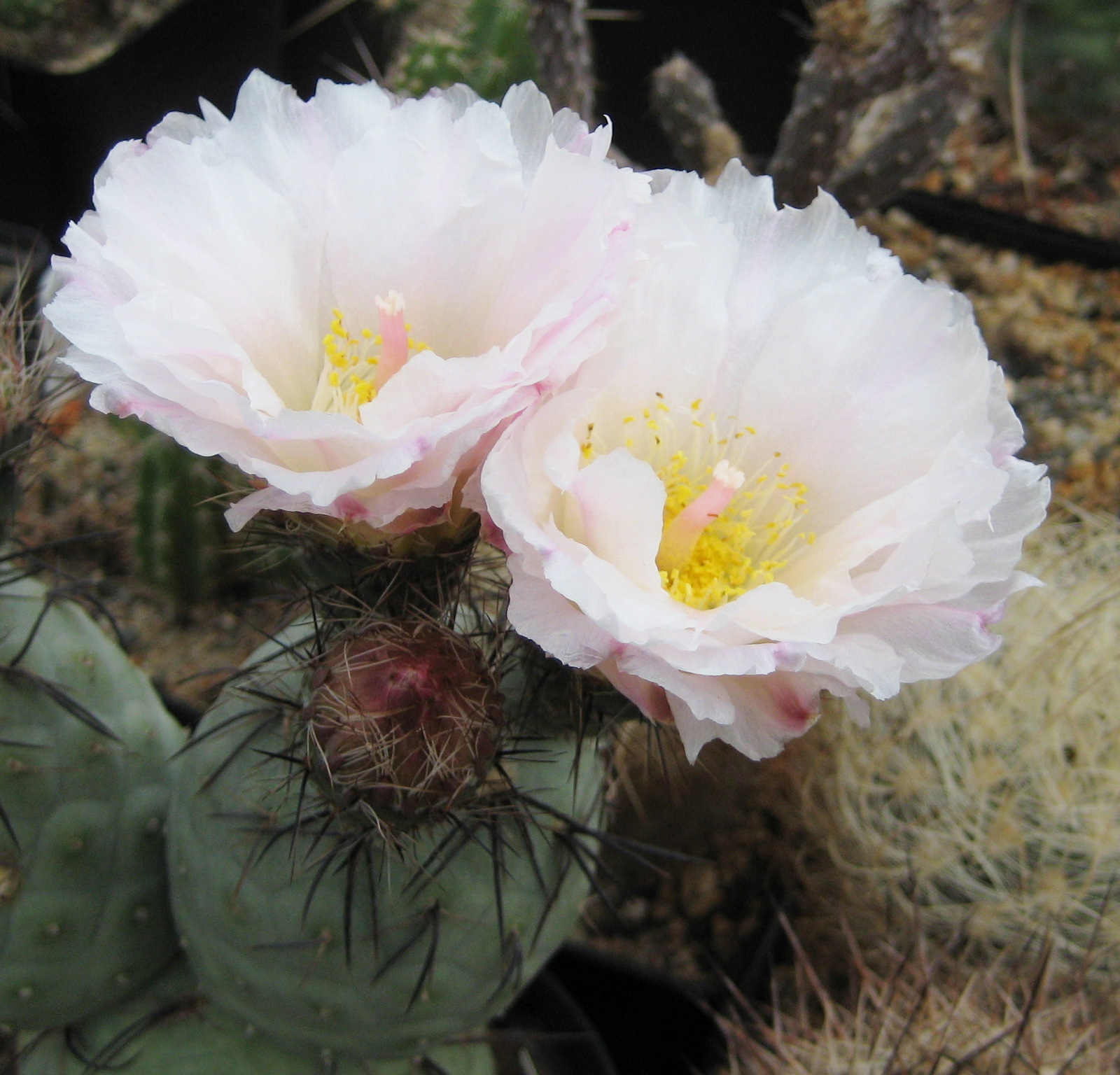